# Carica Yang Zhi
Carica Yang Zhi (楊芷) (259. – 292.), kurtoazno ime Jilan (季蘭), nadimak Nanyin (男胤), formalno Carica Wudao (武悼皇后, doslovno "ratnička i zastrašujuća carica") bila je carica kineske dinastije Jin, odnosno druga supruga cara Wua.
Bila je u srodstvu s carevom prvom suprugom Yang Yan. Za cara se 276. udala na njen nagovor, s obzirom na to da je Yang Yan na samrti bila uplašena kako njen mentalno retardirani sin, krunski princ Zhong, neće naslijediti Wuovo prijestolje. Njen otac Yang Jun je nakon toga postao jedna od ključnih osoba u carskoj administraciji, a još više nakon što je 280. pokorena država Wu i tako ujedinjena Kina, davši izgovor caru da se radi životnih užitaka odrekne državnih poslova, prepustivši ih svojoj rodbini. Kineski povijesni izvori navode kako su carica i njen otac bili ključne osobe koje su osigurale Zhongov dolazak na prijestolje, ali i opstanak njegove osvetoljubive supruge krunske princeze Jia Nanfeng, koju su drugi dvorjani, pa čak i sam car, namjeravali ukloniti s dvora. Godine 290. je Wu umro, Yang Yun postao regent, a Yang Zhi carica majka. Međutim, 292. je Jia Nanfeng organizirala dvorski prevrat u kome je Yang Yun ubijen, a Yang Zhi protjerana s dvora i lišena svih počasti. Zbog toga je sama sebe izgladnila na smrt.